# Heinrich Kraut (Ernährungswissenschaftler)
Heinrich Kraut (* 2. September 1893 in Stuttgart; † 23. Juni 1992 in Freiburg im Breisgau) war ein deutscher Chemiker und Ernährungsforscher.

## Leben
Kraut war der Sohn des gleichnamigen württembergischen Politikers Heinrich von Kraut. Kraut studierte in Tübingen, Stuttgart und München Chemie. Seit dem Wintersemester 1911/12 war er Mitglied der Burschenschaft Germania Tübingen. Er promovierte 1921 bei Richard Willstätter in München, die Habilitation folgte 1925. Im August 1928 wurde er Leiter der Abteilung Chemie des Kaiser-Wilhelm-Instituts für Arbeitsphysiologie; diese Abteilung wurde 1956 von der Max-Planck-Gesellschaft in das Institut für Ernährungsphysiologie umgewandelt. Mit Emil Karl Frey erforschte er unter anderem die Hormonproduktion der Bauchspeicheldrüse. Kraut wechselte an die Westfälische Wilhelms-Universität in Münster und wurde dort 1932 außerplanmäßiger Professor.

## Zeit des Nationalsozialismus
Am 5. Oktober 1937 beantragte er die Aufnahme in die NSDAP und wurde rückwirkend zum 1. Mai desselben Jahres aufgenommen (Mitgliedsnummer 4.913.613). In der Folge widmete er sich der Ernährungsphysiologie und war als Berater des Reichsministeriums für Ernährung und Landwirtschaft tätig.
Für das Reichsministerium für Ernährung und Landwirtschaft führte er u. a. die Krautaktion durch. Dieser auch Butterbrotaktion genannte Großversuch wurde an Zwangsarbeitern und Kriegsgefangenen im Gau Westfalen-Nord und Gau Westfalen-Süd durchgeführt. Er berechnete den Nahrungsbedarf für verschiedene Bevölkerungsgruppen, die als Kraut’sche Normen im Zweiten Weltkrieg die Grundlage für die Zuteilung der Rationen waren. Für seine Arbeiten erhielt er das Kriegsverdienstkreuz 2. Klasse.

## Nachkriegszeit
Nach Kriegsende erstellte Kraut Gutachten für die Verteidigung in den Nürnberger Prozessen gegen Flick, Krupp und die I.G. Farben. Dabei gab er am 17. März 1948 eine eidesstattliche Erklärung zur Ernährung im KZ der I.G.-Farben Auschwitz-Monowitz ab, in der er behauptete: „Immerhin genügten die Rationen der Häftlinge an Eiweiß und Fett, um Ernährungsschäden durch Eiweiß- und Fettmangel zu verhindern“. Diese Aussage entsprach nicht der Wahrheit, denn die Lebenserwartung im KZ Auschwitz-Monowitz betrug im Normalfall nicht mehr als drei Monate.
Kraut gehörte 1953 zu den Mitbegründern der Deutschen Gesellschaft für Ernährung (DGE) und war von 1956 bis 1958 deren Präsident. 1963 erhielt er das große Bundesverdienstkreuz und die Ehrendoktorwürde der medizinischen Fakultät Münster.
1964 gründete er im Auftrag des Max-Planck-Institutes eine Forschungsstation in Bambuli in Tansania, die heute nach ihm benannt ist. Sie wurde von der Kübel-Stiftung als beispielhaftes Projekt der Entwicklungshilfe ausgezeichnet. Von 1968 bis 1973 war Kraut Präsident der Welthungerhilfe, die 1972 einen „Professor-Kraut-Preis“ stiftete.
In einem Nachruf wird auch eine Ehrendoktorwürde der Universität Beʾer Scheva in Israel erwähnt. „Die Ehrung ist vermutlich in Unkenntnis seiner NSDAP-Mitgliedschaft, seiner Forschungen über Ernährung und Leistung während der NS-Zeit und seine Gutachtertätigkeit im Rahmen der Nürnberger Prozesse erfolgt.“